# Mats Essemyr
Mats Åke Essemyr, född den 31 maj 1956 på Gotland, är en svensk fackföreningsman och ekonomhistoriker. Sedan 1996 arbetar han som utredare och A-kasseexpert på TCO.
År 1989 disputerade Mats Essemyr i ekonomisk historia på Uppsala universitet med avhandlingen Bruksarbetarnas livsmedelskonsumtion: Forsmarks bruk 1730-1880.
Som utredare på TCO har Essemyr varit mycket drivande i frågor om arbetslöshetsförsäkringen och även riktat kritik mot Alliansens införande av jobbcoacher. Essemyr menade då att det fanns en rad faktorer som talade för att arbetsmarknadspolitiken mer och mer gick mot en privatisering, i och med privata aktörer inom jobbcoaching. Essemyr har också gjort flera analyser och uttalanden om föräldraförsäkringen och hur den skall tas ut.